# Lluís Antoni Planes
Lluís Antoni Planes (València, 1742 — 1821) fou un pintor valencià. Fill de Tomàs Planes i deixeble de Josep Camaron i de Joan Collado va treballar al Convent de Jesús (València), les esglésies de Xest i Bunyol i al monestir de Portaceli. El seu fill Lluís Planes i Domingo també va ser un reconegut pintor.

## Obres
- Don Pere Caro i Sureda